# Steinkreuz Altenweddingen

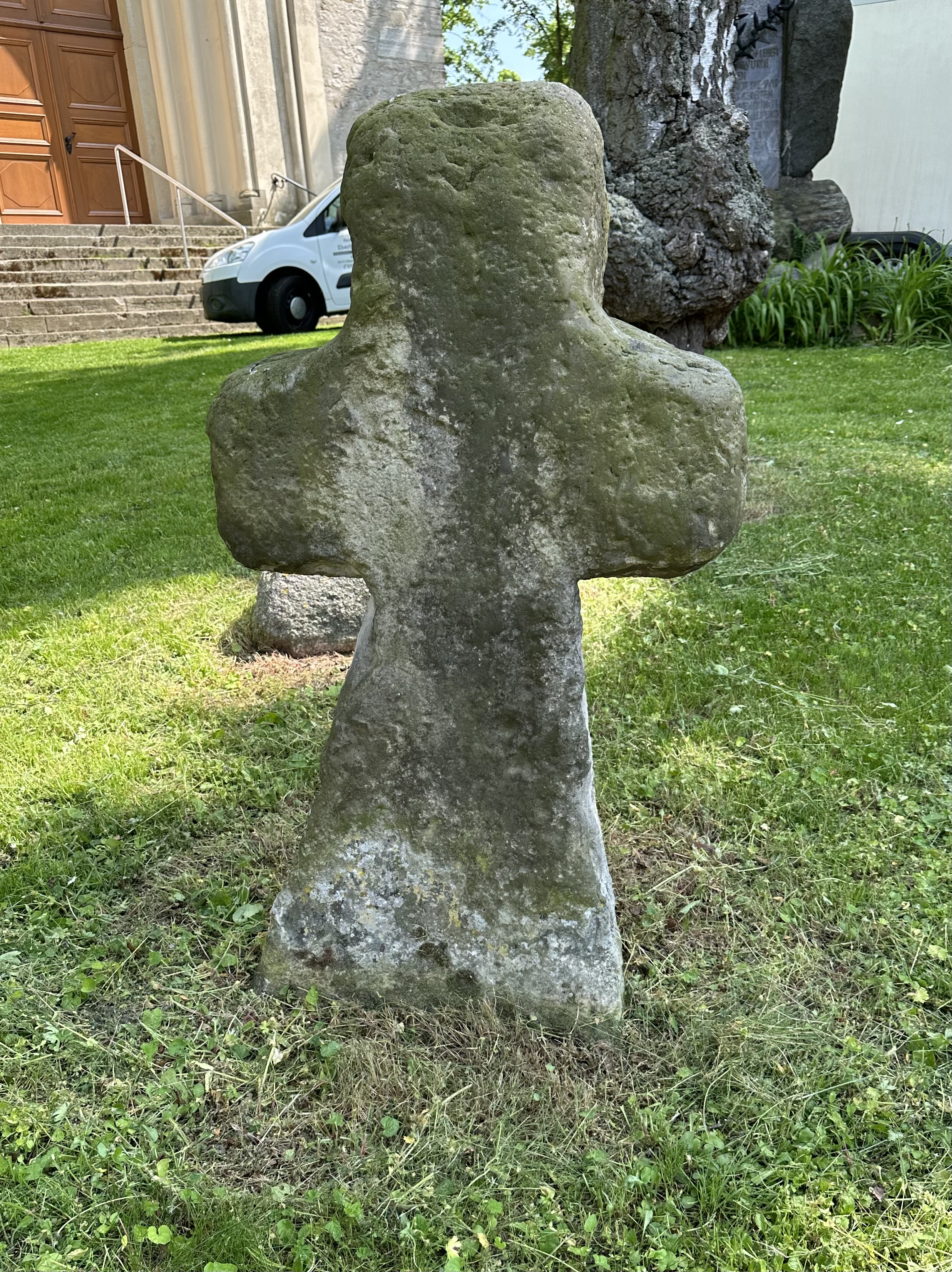
Steinkreuz Altenweddingen, 2023

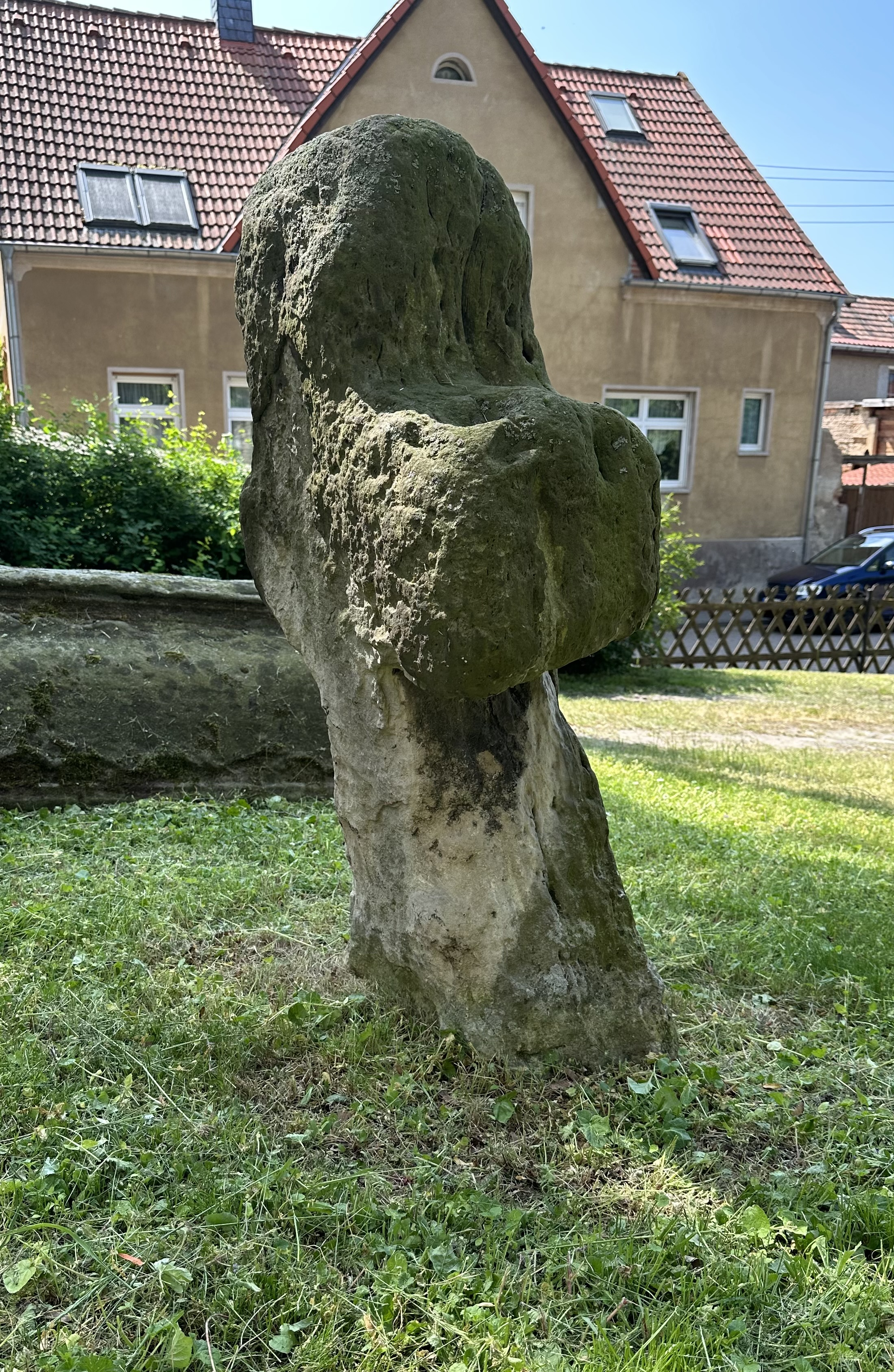
Blick von Südosten

Das Steinkreuz Altenweddingen ist ein denkmalgeschütztes Steinkreuz im zur Gemeinde Sülzetal in Sachsen-Anhalt gehörenden Dorf Altenweddingen.

## Lage
Das Kreuz befindet sich im Ortszentrum von Altenweddingen auf dem sogenannten Pastorberge, nordwestlich vor dem Westportal der Sankt-Martini-Kirche, auf der Ostseite der Kirchstraße.

## Gestaltung und Geschichte
Das Steinkreuz geht auf den Anfang des 15. Jahrhunderts zurück. Es ist als lateinisches Kreuz mit parallelen Kanten aus Sandstein gefertigt. Seine Höhe beträgt 121 Zentimeter bei einer Breite von 62 und einer Stärke von 25 Zentimetern. Andere Angaben nennen als Abmaße 116 Zentimeter in der Höhe, 63 in der Breite und 28 Zentimeter als Stärke. Der Schaft verbreitert sich nach unten und ist am Boden 51 Zentimeter breit. Die Gesamthöhe des Kreuzes inklusive des im Boden befindlichen Teils, soll zwei Meter betragen. Die Oberkanten der Kreuzarme neigen nach außen, wobei unklar ist, ob dies durch Abschabungen oder durch Verwitterung entstanden ist. Auf den Armen sind Näpfchen erkennbar. Außerdem bestehen Einritzungen, wobei es sich dabei auch schlicht um weichere, verwitterte Gesteinsschichten handeln könnte.
Bis zum Jahr 1921 stand das Kreuz ungefähr 20 Meter weiter nördlich, etwa 15 Meter westlich des Einganges zum Pfarrgehöft.
In der Chronik von Altenweddingen schildert Rektor Kratzenstein, dass zu Mitternacht unter den Achseln des Kreuzes Steinmehl abgeschabt worden sei. Der Grund hierfür sei unklar. Kratzenstein äußerte auch die Vermutung, dass das Kreuz in der Vergangenheit in der Feldflur gestanden habe. Mehrere Flurbezeichnungen in der Umgegend könnten auf solche Standorte hinweisen, so der Große und der Kleine Kreuzberg, die Kreuzwuhne und die Ackerbreite Das weiße Kreuz. Überliefert ist die Erwähnung eines Steinernen Kreuzes als Grenz- und Feldscheidung in einer Urkunde des erzbischöflichen Meiergerichts aus dem Jahr 1457. Ob damit das heute vorhandene Kreuz gemeint war, ist jedoch unklar.
Das Steinkreuz ist als besonderer Stein in der Bodendenkmalliste des Landes Sachsen-Anhalt unter der Identifikationsnummer 428310273 als Bodendenkmal erfasst. Außerdem wird das Kreuz im Denkmalinformationssystem des Landes als Kleindenkmal geführt.